# Марцорати, Пьерлуиджи
Пьерлуиджи Марцорати (итал. Pierluigi Marzorati; род. 12 сентября 1952 года Фиджино-Серенце) — итальянский профессиональный баскетболист. Играл на позиции разыгрывающего защитника. Всю профессиональную карьеру выступал за баскетбольный клуб «Канту», также был игроком национальной сборной Италии. В 2007 году был принят в Зал славы ФИБА.

## Биография
Марцорати на протяжении 22 сезонов выступал за «Канту» и привёл этот клуб к величайшим победам в его истории, суммарно завоевав десять европейских трофеев и два чемпионских титула в Италии. Всего в чемпионате Италии Марцорати провёл 692 игры, в которых набрал 8659 очков. После завершения карьеры игрока в 1991 году Пьерлуиджи занял в клубе должность вице-президента, на которой проработал до 1996 года. 8 октября 2006 года 54-летний Марцорати вновь вышел на баскетбольную площадку в качестве игрока, проведя 2 минуты за «Канту» в первом матче сезона против «Бенеттона», тем самым отметив семидесятилетие клуба. Этот выход позволил ему установить два рекорда, сделав его единственным в истории баскетболистом, принимавшим участие в официальных матчах в 5 различных десятилетиях, а также самым возрастным игроком, игравшим в официальных матчах.
За национальную сборную Италии Марцорати провёл 278 матчей (мировой рекорд) и набрал 2209 очков. Он был участником четырёх Олимпийских игр, двух чемпионатов мира и восьми чемпионатов Европы.

## Достижения
В составе сборной Италии
- Чемпион Европы (1): 1983
- Серебряный призёр Олимпийских игр (1): 1980
- Бронзовый призёр чемпионата Европы (3): 1971, 1975, 1985

В составе «Канту»
- Чемпион Италии (2): 1975, 1981
- Победитель Евролиги (2): 1982, 1983
- Обладатель Кубка Корача (4): 1973, 1974, 1975, 1991
- Обладатель Кубка Сапорты (4): 1977, 1978, 1979, 1981
- Обладатель Межконтинентального Кубка (2): 1976, 1982

Личные
- Мистер Европа 1976
- Принят в Зал славы ФИБА (2007)
- Включён в число 50 человек, внёсших наибольший вклад в развитие Евролиги (2008)